# Karta Malinowskiego
Karta Malinowskiego – karta pergaminowa z XV w., zawierająca fragment tłumaczenia Objawień św. Brygidy na język polski, przechowywana w Bibliotece Narodowej.

## Opis
Karta pochodzi prawdopodobnie z połowy XV wieku (około 1445–1455). Jej wymiary to 33×29 cm. Zapisana jest dwustronnie. Zawiera fragmenty dzieła Revelationes św. Brygidy – rozdział 26 i koniec rozdziału 30 z księgi II oraz początek księgi III. Karta ma oderwany jeden z rogów, zaś dwie kolumny tekstu są odcięte wzdłuż. Karta prawdopodobnie posłużyła jako okrycie innej księgi, dlatego jedna jej strona jest bardziej wytarta.
Według informacji Jana Długosza przekład Revelationes na język polski miała w swojej bibliotece królowa Jadwiga. Zdaniem Jana Łosia karta może być pozostałością tego przekładu lub jego kopią. Jednak zdaniem Aleksandra Brücknera pisownia manuskryptu wskazuje na połowę XV w., zaś mógł on zostać wykonany dla królowej Zofii, współcześnie z Biblią królowej Zofii.
Obecnie manuskrypt znajduje się w zbiorach Biblioteki Narodowej i oznaczony jest sygnaturą Rps 8007 IV (dawniej BN akc. 1808). Określenie Karta Malinowskiego pochodzi od nazwiska Lucjana Malinowskiego, u którego karta znajdowała się w XIX wieku.